# KTFF Süper Lig
KTFF Süper Lig (anglicky CTFA Super League), ze sponzorských důvodů AKSA Süper Lig, dříve známá jako Birinci Lig, je nejvyšší fotbalová liga Severního Kypru. Liga byla založena v roce 1955 a k sezóně 2025/26 v ní hraje 16 týmů.
Na konci sezóny sestupují dva nejhorší týmy do KTFF 1. Lig a další čtyři hrají zápasy o udržení, aby se určil třetí sestupující tým.

## Dějiny
Birinci Lig byla založena šesti kluby v roce 1955. Zakládajícími týmy byly Baf Ülkü Yurdu, Çetinkaja, Doğan Türk Birliği, Gençler Birliği, Gençlik Gücü a Mağusa Türk Gücü.
Çetinkaya a Mağusa Türk Gücü jsou k roku 2025 nejúspěšnějšími týmy se 14 tituly.